# Velamen

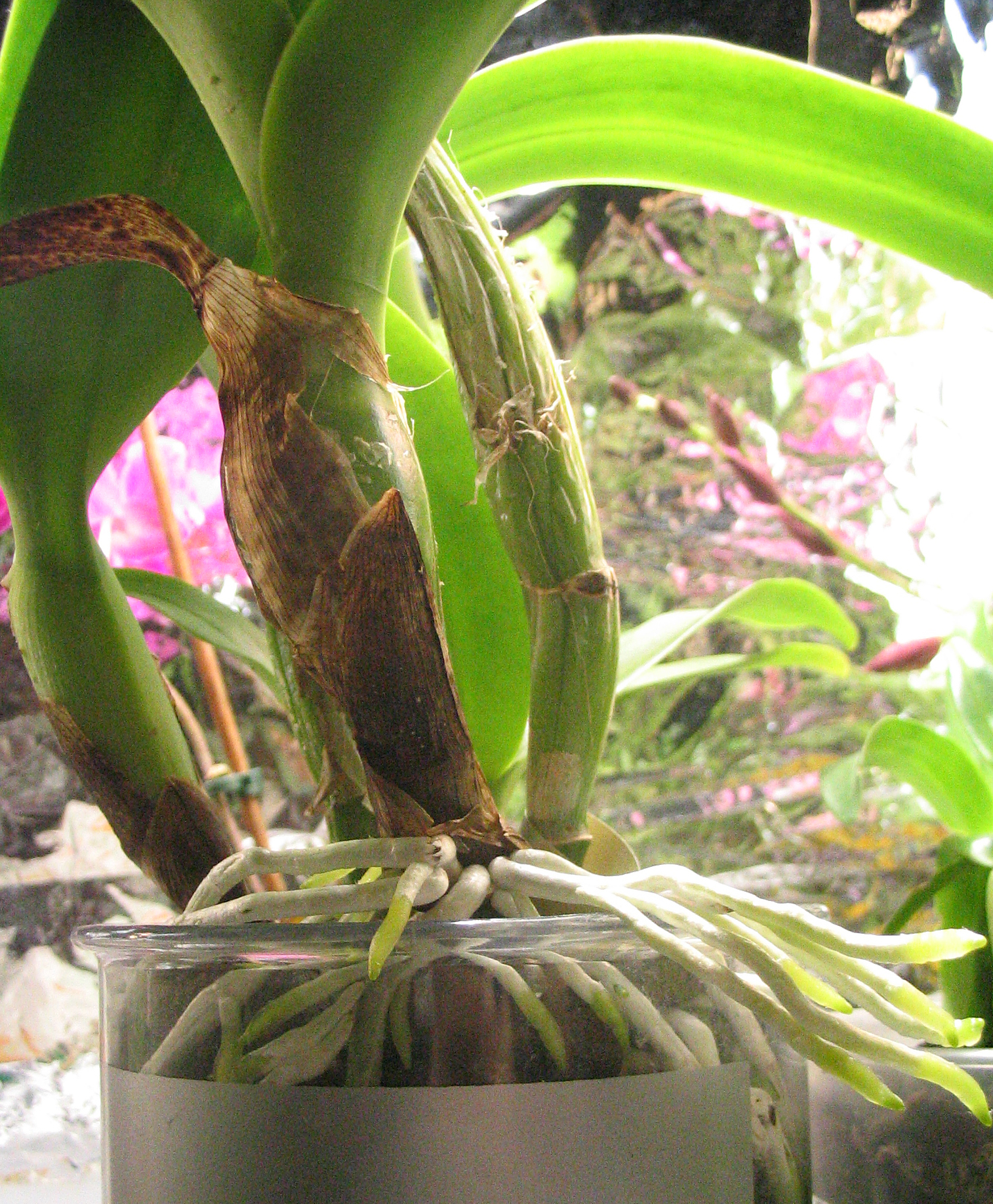
Silvervit grönskimrande velamen på rötterna av en Cattleya.

Velamen är en flerskiktad, svampig epidermis (hudskikt) på luftrötter hos vissa epifyter (trädlevande tropiska orkidéer och en del aracéer), möjligen med vattenlagrande funktion.
Velamen hos en orkidé är den vita eller grå täckningen av luftrötter (när den är torr, och oftast mer grön när den är våt på grund av synligheten av underliggande fotosyntetiska strukturer). Den är många cellskikt tjock och har förmåga att absorbera fukt och näring, men dess huvudsakliga funktion kan ligga i att skydda de underliggande cellerna mot skadliga UV-strålar (Chomicki et al., 2015). Ofta är rötterna hos orkidéer förenade med symbiotiska svampar eller bakterier; de senare kan fånga upp näringsämnen från luften. Denna funktion gör det möjligt för orkidéer att existera på platser som ger en reproduktiv eller vegetativt fördel såsom förbättrad exponering eller minskad konkurrens från andra växtarter.
Velamen har också en mekanisk funktion, som skyddar de vaskulära vävnaderna i rotens cortex, avskärmar roten från transpirationell vattenförlust och, i många fall, som ansluter växten till substratet.
Den typiska orkidéroten har en kärna av jämförelsevis liten diameter. Den är omgivet av en cortex som ytterligare är omgiven av en mycket specialiserad exodermis, varav de flesta vid full utväxt inte innehåller protoplasma. Några celler, lever dock och tillåter passage av vatten genom dem. Exodermierna är omgivna av velamen, bestående av en till flera skikt av celler, som kan utveckla rottrådar under lämpliga miljöförhållanden.
Velamen uppstår från rotens spets genom delning av cellerna i en speciell vävnad. De döda cellerna i velamen sprider ljus, vilket ger den ett grått utseende, utom vid spetsarna, där klorofyll blir synligt. Vid absorption av vatten, blir de döda cellerna transparenta, vilket gör att hela velamenvävnaden sedan verkar grön.